# Freiburger Kreis (Sportverein)
Der Freiburger Kreis e. V. ist ein Zusammenschluss großer Sportvereine, der derzeit über 190 Vereine mit über eine Million Mitgliedern mit breitem Spektrum an sportlichen und außersportlichen Aktivitäten umfasst. Es ist die größte Kooperation von Sportvereinen auf deutscher Bundesebene, im Jahr 1974 in Freiburg im Breisgau durch 23 Großvereine gegründet.
Voraussetzung für die Mitgliedschaft ist ein Nachweis von mindestens 3.000 Mitgliedern und hauptamtlicher Geschäftsführung oder größere vereinseigene Anlagen.
Ziele des Vereins sind:
- Hilfen für die Mitgliedsvereine auch auf unkonventionellen Wegen
- Initiativen in sportlichen und sportpolitischen Strukturen
- Entwicklung von Strukturen
- Verbesserung der Sportverwaltung